# Landschaftsschutzgebiet Biotopkomplex am Hiddeser Berg

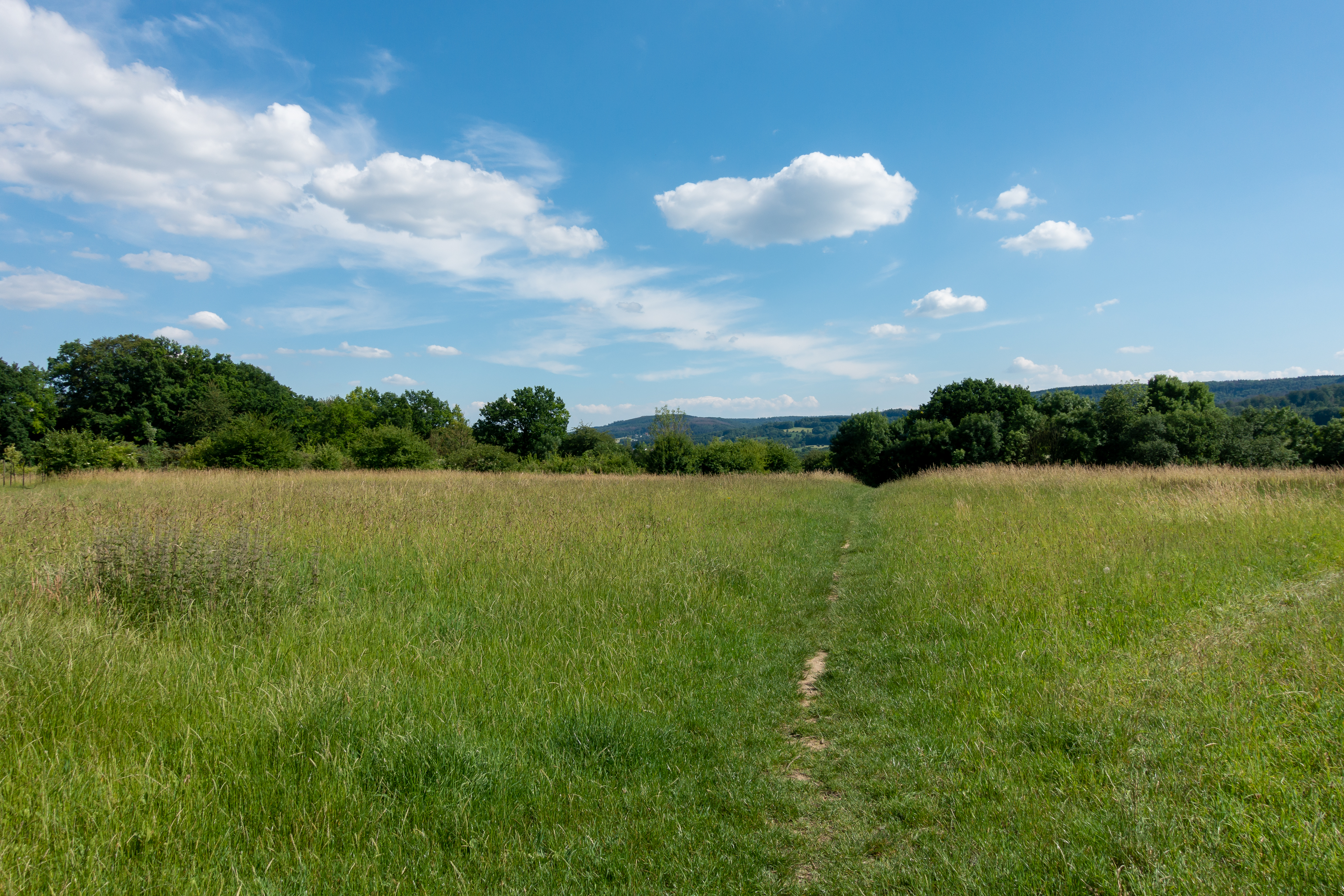
Landschaftsschutzgebiet Biotopkomplex am Hiddeser Berg

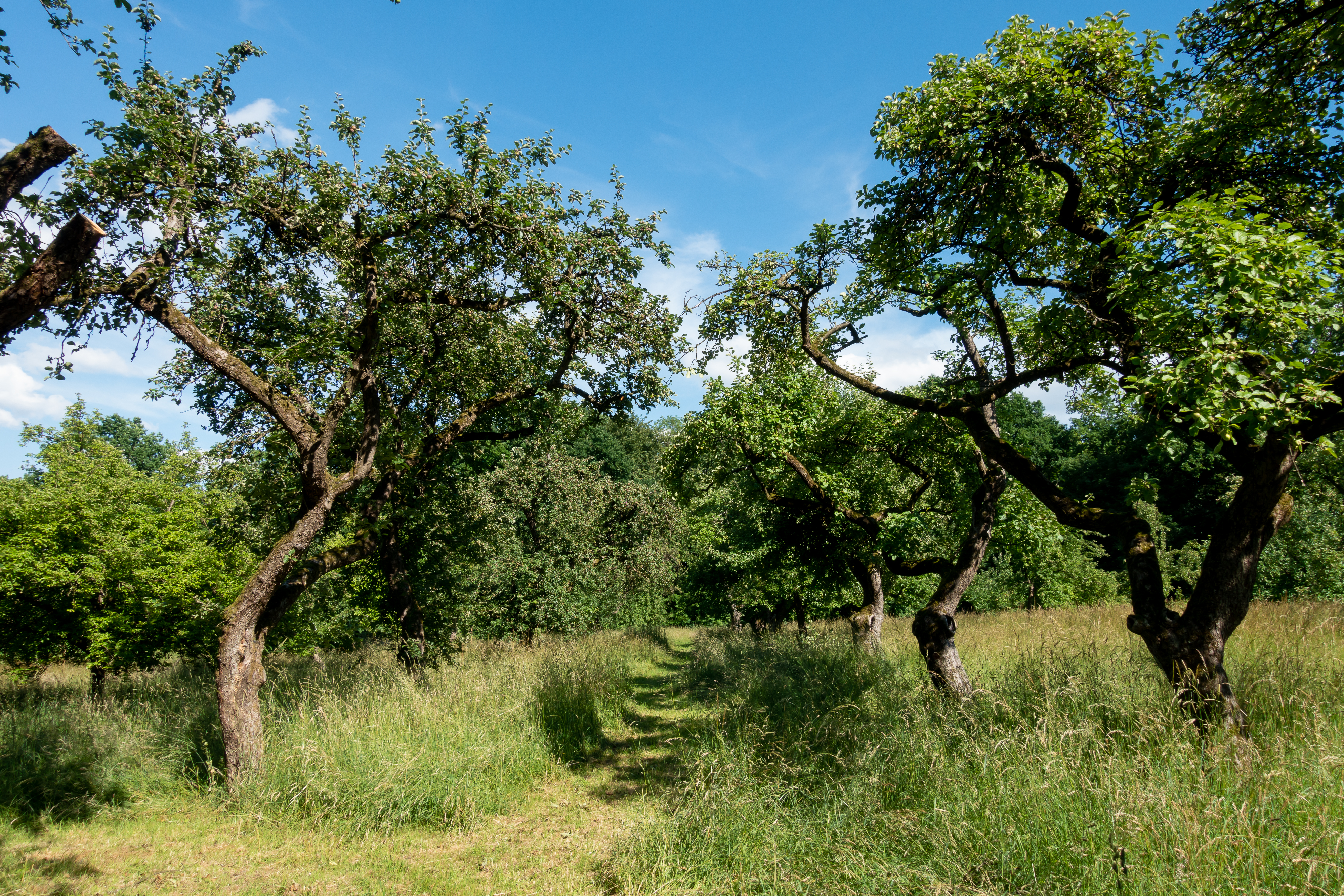
Streuobstwiese des Projekts Lebendige Landschaft Streuobstwiese

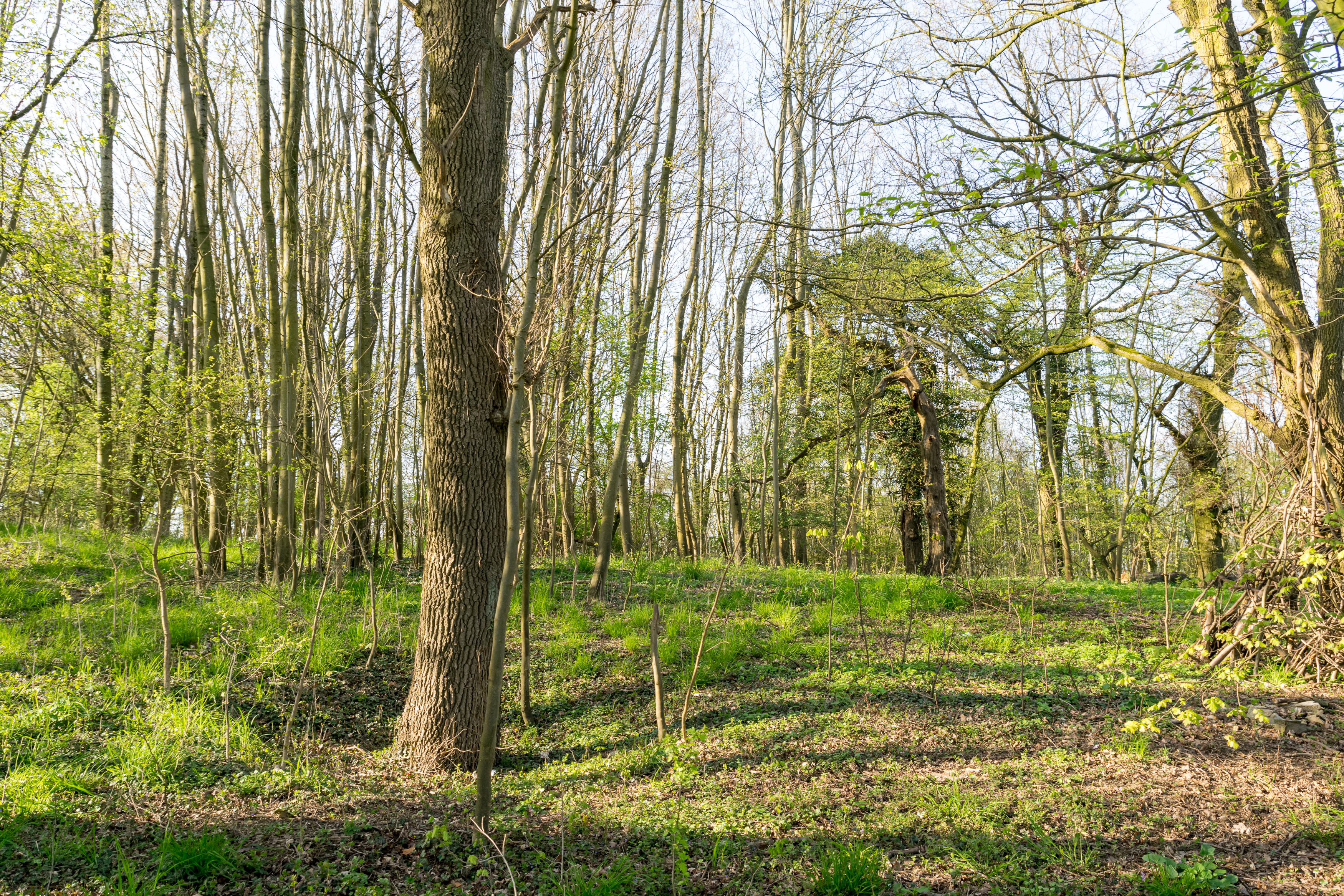
Feldgehölz

Das Landschaftsschutzgebiet Biotopkomplex am Hiddeser Berg mit etwa 16 ha Flächengröße liegt am südwestlichen Stadtrand von Detmold. Es wurde 2006 mit dem Landschaftsplan Detmold durch den Kreistag des Kreises Lippe als Landschaftsschutzgebiet (LSG) ausgewiesen. Das LSG grenzt teils an die Bebauung. Das Landschaftsschutzgebiet Scherenbruch liegt nur etwa 130 m südwestlich.

## Beschreibung
Das LSG umfasst einen Biotopkomplex auf dem zwischen der Kernstadt Detmold und dem Ortsteil Hiddesen verlaufenden Muschelkalkzug. „Am Südhang des Hiddeser Berges befinden sich mehrere artenreiche Feldgehölze, die z.T. an alten Abgrabungskanten stocken. Es dominieren in den Feldgehölzen Eschen, Eichen und Buchen. An den Rändern gehen die Feldgehölze teilweise in artenreiche Gebüsche über. Nördlich der Schirrmannstraße wird das Gebiet durch Acker- und Kleingartenbauflächen, Gartenbrachen und Streuobstwiesen kleinteilig strukturiert.“
Zum Wert des Schutzgebietes führt der Landschaftsplan aus: „Das Landschaftsschutzgebiet hat eine besonders hohe Bedeutung als lokaler Grünzug, der die Stadtteile Detmold-Süd und Hiddesen verbindet.“

## Schutzzwecke für das LSG
Laut Landschaftsplan erfolgte die Ausweisung des LSG
- „zur Erhaltung und Wiederherstellung der Leistungsfähigkeit des Naturhaushaltes in ökologisch besonders wertvoll strukturierten Bereichen mit Wasser-, Klima- und Biotopschutzfunktionen,“
- „zur Erhaltung und Wiederherstellung von Quellbereichen und naturnahen Fließgewässern, Wald- und Grünlandbereichen unterschiedlicher Feuchtestufen, Feldgehölzen, Hecken und Obstwiesen,“
- „zur Erhaltung morphologisch ausgeprägter Bereiche zur Sicherung der landschaftlichen Eigenart und Vielfalt für die Erholung,“
- „zur Erhaltung wertvoller Biotopkomplexe aus Wald-Grünlandbereichen, Fließgewässern und Quellen sowie Biotopen nach § 62 LG mit wichtigen Refugial-, Puffer-, Trittstein- und Vernetzungsfunktionen,“
- „zur Erhaltung und Wiederherstellung wichtiger Rückzugsräume für die bedrohte Tier- und Pflanzenwelt,“
- „zur Sicherung der das Orts- und Landschaftsbild gliedernden und belebenden und die dörflichen Siedlungsstrukturen prägenden Freiraumelemente.“[1]

## Rechtliche Vorschriften
Im Landschaftsschutzgebiet ist unter anderem das Errichten von Bauten und Fischteichen verboten. Grün- und Brachland darf nicht in eine andere Nutzungsart umgewandelt oder umgebrochen werden.